# Anodonta cataracta
Anodonta cataracta är en musselart som beskrevs av Thomas Say 1817. Anodonta cataracta ingår i släktet Anodonta och familjen målarmusslor. Utöver nominatformen finns också underarten A. c. marginata.